# 圖基島
圖基島（英語：Tukey Island），是南極洲的島嶼，屬於帕默群島中茹班群島的一部分，由美國南極名稱諮詢委員命名，該島嶼現時由南極條約體系管理。